# Vernon Sewell
Vernon Campbell Sewell (* 4. Juli 1903 in London, Vereinigtes Königreich; † 21. Juni 2001 bei Durban, Südafrika) war ein britischer Filmregisseur, Drehbuchautor und Filmproduzent mit jahrzehntelanger Tätigkeit für das heimische B-Film-Kino, wo er sich vor allem einen Namen mit kostengünstig produzierten Krimis, Thrillern und Horrorgeschichten machte.

## Leben und Wirken
Vernon Sewell besuchte das Marlborough College und stieß 1929 als Kameraassistent der Nettlefold Studios zum Film. In rascher Folge wurde er einfacher Kameramann, Tonaufnahmeleiter, Filmarchitekt und Filmeditor. Er erwarb sich auch Fähigkeiten bei der Erstellung optischer Spezialeffekte. Dadurch wurde Michael Powell auf Sewell aufmerksam, der ihm mit dem Kurzfilm The Medium 1934 seinen ersten Regieauftrag verschaffte. Drei Jahre später zeichnete Vernon Sewell als Produktionsassistent von Powells halbdokumentarischer Hebridenfischer-Geschichte The Edge of the World verantwortlich. Nach weiteren Kurzfilmen konnte Sewell, mittlerweile fast 40 Jahre alt, inmitten des Zweiten Weltkriegs 1942 für die Produktionsfirma Powells und Emeric Pressburgers The Archers seinen ersten abendfüllenden Spielfilm inszenieren, das mit Ralph Richardson prominent besetzte, antinazistische, patriotische Kriegsdrama The Silver Fleet.
Mit seiner ersten Nachkriegsinszenierung Latin Quarter gelang Vernon Sewell ein beträchtlicher Kassenerfolg. Seine nächste Arbeit, die Geistergeschichte The Ghosts of Berkeley Square, besaß zwar ihre gestalterischen Meriten, fand jedoch beim Publikum dennoch nicht denselben Zuspruch. Obwohl regelmäßig beschäftigt, konnte Sewell sich in Zukunft dennoch zu keiner Zeit als Regisseur von A-Filmen durchsetzen; bei hochqualitativen Produktionen wie Robert Siodmaks in Europa entstandenen Piratenfilmklassiker Der rote Korsar wirkte Vernon Sewell lediglich als Second-Unit-Regisseur. Als leidenschaftlicher Segler benutzte Sewell in der ersten Hälfte der 1950er Jahre seine eigene Yacht für drei seiner auf dem Meer spielenden Filme Ghost Ship, The Floating Dutchman und Dangerous Voyage (1952 bis 1954). In den 1950er und frühen 1960er Jahren machte er sich einen Namen mit einigen billigst hergestellten, düsteren kleinen Thrillern von einer überschaubaren Spieldauer (zwischen knapp einer Stunde bis zu 80 Minuten). Gegen Ende seiner Laufbahn drehte er 1967/68 ein Vietnamkriegsdrama mit Hollywood-Altstar Joseph Cotten sowie zwei Gruselfilme mit den britischen Genrestars Peter Cushing, Boris Karloff, Christopher Lee und Barbara Steele. Seine Karriere beendete Sewell 1971 mit einer weiteren filmischen Schauermär, der Grabräubergeschichte Burke and Hare.
Im Juli 1994 gab der inzwischen im Ruhestand befindliche Filmregisseur im Rahmen des BECTU History Projects ein Interview über seine Karriere, das im British Film Institute aufbewahrt wird. Seinen Lebensabend verbrachte Vernon Sewell in Südafrika, wo er hochbetagt zu Beginn des neuen Jahrtausends verstarb.

## Filmografie
als Regisseur, wenn nicht anders angegeben
- 1934: The Medium (Kurzfilm, auch Drehbuch)
- 1937: A Test for Love (Kurzdokumentarfilm)
- 1938: Breakers Ahead (Kurzfilm)
- 1939: What Men Live By (Kurzfilm, auch Drehbuch)
- 1942: The Silver Fleet (auch Drehbuch)
- 1945: Latin Quarter (auch Drehbuch)
- 1947: The Ghosts of Berkeley Square
- 1948: Bigamie…? (Uneasy Terms)
- 1949: The Jack of Diamonds (auch Schauspieler und Produktion)
- 1951: The Dark Light (auch Drehbuch)
- 1951: The Black Widow
- 1952: Ghost Ship (auch Produktion und Drehbuch)
- 1952: The Flying Dutchman (auch Drehbuch)
- 1953: Counterspy
- 1954: Dangerous Voyage
- 1954: Radio Cab Murder (auch Drehbuch)
- 1955: Where There's a Will
- 1956: Soho Incident
- 1956: Home and Away (auch Drehbuch)
- 1957: Rogue's Yard (auch Schauspieler und Drehbuch)
- 1958: Battle of the V-1 (auch Produktion)
- 1959: Falsche Verbindung (Wrong Number)
- 1960: Urge to Kill (Edgar Wallace Mysteries)
- 1961: Der Tod fährt mit (The Man in the Back Seat)
- 1962: Strongroom
- 1963: A Matter of Choice
- 1964: Strictly for the Birds
- 1967: Some May Live
- 1968: Das Blutbiest (The Blood Beast Terror)
- 1968: Die Hexe des Grafen Dracula (Curse of the Crimson Altar)
- 1971: Burke & Hare